# Überleben – Ein Soldat kämpft niemals allein
Überleben – Ein Soldat kämpft niemals allein (Originaltitel Mine) ist ein US-amerikanischer Kriegsfilm aus dem Jahr 2016 mit Armie Hammer in der Hauptrolle. Dieser stellt einen US-Marine dar, welcher nach einer abgebrochenen Mission während des Rückzugs auf eine Landmine tritt und in dieser Position verharren muss bis mögliche Hilfe eintrifft.

## Handlung
In Nordafrika sind der Scharfschütze Mike Stevens und sein Späher Tommy Madison auf einer geheimen Mission, um einen gefährlichen Terroristenführer zu töten, der an einer Beduinen-Hochzeit teilnimmt. Mike weigert sich zu schießen, da der Sohn der Zielperson in der Schusslinie steht. Aufgrund einer Reflexion des Zielfernrohrs wird die Position vom Feind entdeckt und angegriffen. Ein Sandsturm zwingt diesen jedoch bald zum Rückzug, so dass Mike und Tommy zunächst entkommen können. Auf der Suche nach einem Evakuierungspunkt werden die beiden angewiesen, sich in ein bestimmtes Dorf zu begeben, wo sie aufgenommen werden können, sobald der Sandsturm sich legt.
In der Wüste treffen die Soldaten auf ein altes Minenfeld, in dem Tommy nach kurzer Zeit auf eine Landmine tritt. Durch die Explosion verliert er beide Beine. Augenblicke später tritt Mike ebenfalls auf eine Landmine, erkennt dies jedoch und bewegt sich in der Folge nicht mehr weiter, um die Detonation zu verhindern. Tommy will Mike davon abhalten, sich weiter zu bewegen (da dieser ihn medizinisch versorgen will) und begeht mit seiner Pistole Suizid.
Mike kontaktiert nun allein per Funk seine Führung, welche ihm mitteilt, dass er noch einige Tage ausharren muss, bevor er gerettet werden kann. Der rauen Umgebung der Wüste ausgesetzt, kämpft er sowohl mit den psychischen als auch mit den physischen Strapazen der Situation, in der er gefangen ist. Während dieser Zeit wird Mike mehrmals von einem Berber besucht, der vor langer Zeit eines seiner Beine sowie seine einzige Tochter an eine Landmine verlor. Der Berber, der etwas Englisch spricht, versucht Mike davon zu überzeugen, sich weiter zu bewegen, da er „sich im Leben weiterbewegen müsse“. Es kommt zu einem nächtlichen Angriff von Wüstenhunden, den er verletzt überlebt, wobei er es gleichzeitig schafft, seinen Fuß still auf der Mine zu halten.
Im weiteren Verlauf wird Mike von feindlichen Aufständischen angegriffen, die er jedoch abwehren kann. In seiner Verzweiflung nimmt er den Rat des Berbers an und macht einen Schritt von der vermeintlichen Mine, die in der Folge nicht explodiert. Er gräbt und entdeckt, dass es sich um eine Blechdose mit einem kleinen Spielzeugsoldaten handelt. Als die rettende Fahrzeugkolonne nah ist, zündet er eine Signalfackel und wird gerettet.

## Veröffentlichung
Mine wurde in Italien am 6. Oktober 2016 von Eagle Pictures veröffentlicht. Am 7. April 2017 erfolgte die Veröffentlichung in den Vereinigten Staaten durch Well Go USA Entertainment, sowie in Großbritannien durch Universal Pictures.

## Kritik
In den nordamerikanischen Medien wurde der Film mit weit überwiegender Ablehnung aufgenommen. Basierend auf der Auswertung von 30 Kritiken weist Rotten Tomatoes eine Positivquote von lediglich 17 Prozent aus.

„Survival-Film, der aus seiner räumlich sehr eingeschränkten Erzählprämisse nicht zuletzt dank der kreativen Kameraarbeit und dem überzeugenden Hauptdarsteller intensives Adrenalinkino macht.“